# Poharszczyna
Poharszczyna (ukr. Погарщина) – wieś na Ukrainie, w obwodzie połtawskim, w rejonie myrhorodzkim, w hromadzie Łochwycia. W 2001 liczyła 859 mieszkańców, spośród których 843 wskazało jako ojczysty język ukraiński, 15 rosyjski, a 1 białoruski.